# 贵阳南站
贵阳南站，是位于贵州省贵阳市南明区二戈寨的一个铁路车站。车站建于1959年，有沪昆铁路、黔桂铁路经过该站，现仅办理货运业务，不办理客运业务，车站及其上下行区间均已电气化。
贵阳南车站是成都局集团管辖的直属车站，下辖贵阳枢纽龙里、大土、谷立、都拉营、关田、黔灵山、蓬莱村、大关冲、扎佐、改貌、南岳山及小西堡等12个车站/线路所。